# Рейснер, Джордж Эндрю
Джордж Эндрю Рейснер (англ. George Andrew Reisner; 5 ноября 1867, Индианаполис, Индиана, США — 6 июня 1942, Гиза, Египет) — американский археолог-египтолог.
После исследований в Джебель-Баркале обнаружил, что нубийские фараоны были захоронены не в самих пирамидах, а за их пределами. Нашёл череп нубийки (он полагал, что она была королевой), который хранится в коллекции музея археологии и этнологии Гарвардского университета. Восстановил последовательность правления царей Куша.
Помимо исследований Нубии, известен обнаружением гробницы царицы Хетепхерес (матери фараона Хеопса) и изучением мастаб.
В 1889 году — главный тренер по американскому футболу сборной Университета Пердью.

## Периоды жизни
- 1897—1899: Классифицировал Египтологическою коллекцию египетского музея в Каире
- 1899—1905: Возглавлял Херстскую экспедицию Калифорнийского университета для исследования захоронений вокруг Коптоса
- 1905: Опубликовал Херстский медицинский папирус, обнаруженный в 1901 году во время экспедиции
- 1905—1914: Был ассистентом профессора египтологии в Гарвардском университете
- 1907—1909: Руководил археологическими исследовании в Нубии (Нилотский Судан) для египетского правительства
- 1910—1942: Хранитель египетских коллекций в Музее изящных искусств Бостона
- 1914—1942: Профессор египтологии в Гарвардском университете
- 1916—1923: Исследовал пирамиды Мероэ, раскопал храм в Напате
- 1931: Написал книгу «Микерин»
- 1942: Опубликовал финальную работу История некрополя Гизы